# Panspoeus tenebrosus
Panspoeus tenebrosus is een keversoort uit de familie kniptorren (Elateridae). De wetenschappelijke naam van de soort is voor het eerst geldig gepubliceerd in 1880 door Broun.